# Chapelle des Pêcheurs
La chapelle des Pêcheurs (en jersiais : Chapelle ès Pêtcheurs, en anglais : Fishermen's Chapel), est un édifice religieux situé près de la mer dans la paroisse de Saint-Brélade sur l'île de Jersey. La chapelle est située juste à côté de l'église Saint-Brélade.

## Dénomination

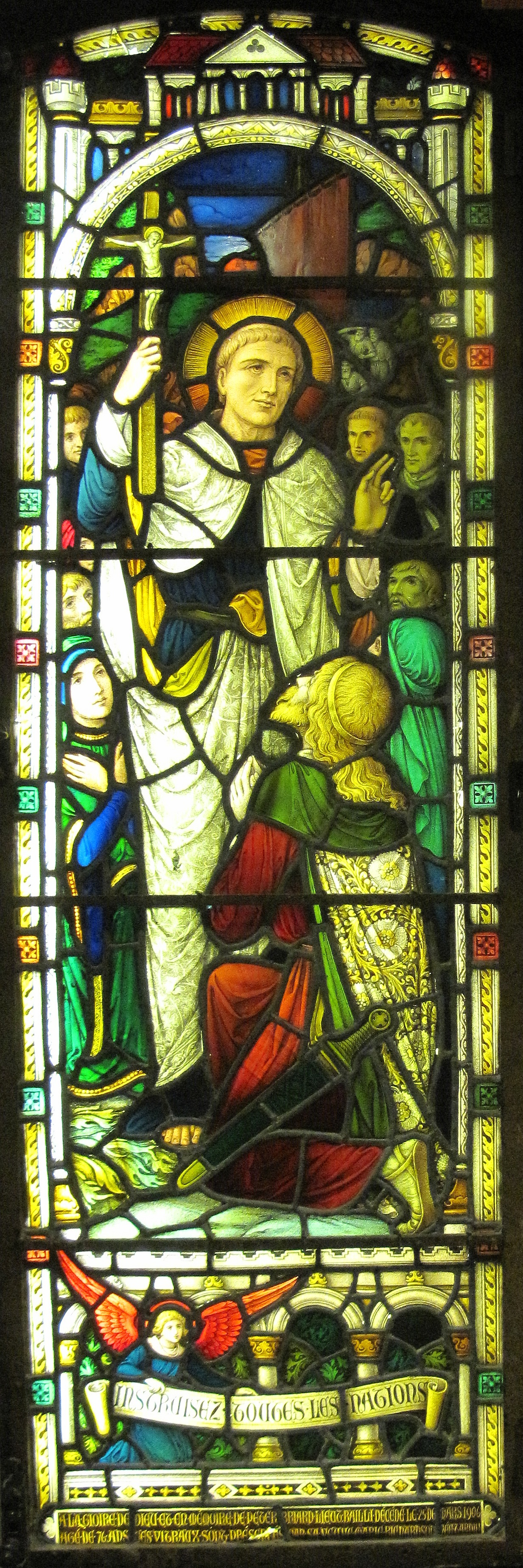
Vitrail de la chapelle des Pêcheurs portant un bandeau avec l'inscription «Instruisez toutes les Nations» (mars 1906).

Le nom local de la chapelle est la Chapelle-ès-Pêtcheurs. Selon Warwick Rodwell, archéologue et professeur au département d'archéologie de l'abbaye de Westminster, le terme « pêcheur "» serait une déformation de celui de « pécheurs », ce qui s'accorderait avec ses fouilles archéologiques qui montrent que la chapelle fut une chapelle paroissiale financée par une famille locale pour célébrer des messes pour les âmes des morts.

## Historique

### La légende
La petite chapelle des Pêcheurs est située à côté de l'église paroissiale de Saint-Brélade. Cette chapelle contient des fresques médiévales qui ont survécu à l’iconoclasme de la Réforme protestante. La légende affirme que la raison de l'emplacement de l’église paroissiale et de la chapelle, situé à l’extrémité de la Baie de Saint-Brélade, comparativement éloignée des centres historiques de la population, est peu commune. En effet, à l’origine, les Saint-Bréladais avaient prévu de construire l’église et la chapelle beaucoup plus près des habitations, à l’intérieur des terres. Cependant, troublés par la construction des fondations, les p'tits faîtchieaux (les lutins), dont le temple se situait dans un dolmen voisin, défaisaient chaque nuit les travaux de construction et transportaient magiquement tous les outils et les matériaux vers le bas du rivage à tel point que les humains auraient fini par renoncer à leurs plans originels pour construire l’église à l’endroit indiqué par les fées.

### La construction
Les travaux archéologiques effectués par Warwick Rodwell permettent de donner la date de la chapelle d'origine vers le VIe siècle avec une structure d'origine en bois qui serait le premier lieu de culte pour les habitants de Saint-Brélade. La structure en bois fut par la suite remplacée par une construction en pierre. Le matériau utilisé dans la construction est le même que celui utilisé dans l'église paroissiale voisine, à savoir, pierres, patelles et coquillages broyés, le tout dissous à ébullition d'eau de mer. Le mode de procéder est la suivante : ils ont d'abord érigé leurs murs sur tous les côtés, puis versé le mortier de chaux liquide dans la fondation et les murs porteurs. Le toit actuel en pierre a été posé au cours du XIVe siècle.

### Les fresques murales
En 1918, après une très violente tempête, apparurent des fresques murales au plafond avec leurs couleurs. Une image de L'Assomption dans un état endommagé et sous le plâtre a été trouvé un autre tableau, L'Annonciation, datant de la période médiévale (XIVe siècle). Sur les murs apparaissent les thèmes de La Résurrection et du Jugement dernier. La peinture murale représentant L'Annonciation montre la main de la Vierge serrant un livre posé sur un pupitre. À proximité on voit la tête de l'un des Rois Mages, avec le nom « Melchior » écrit au-dessus, et tout près de l'autre des sages portant l'inscription « Les Mages ». Les fresques auraient été avivées par les Allemands pendant la Seconde Guerre mondiale.

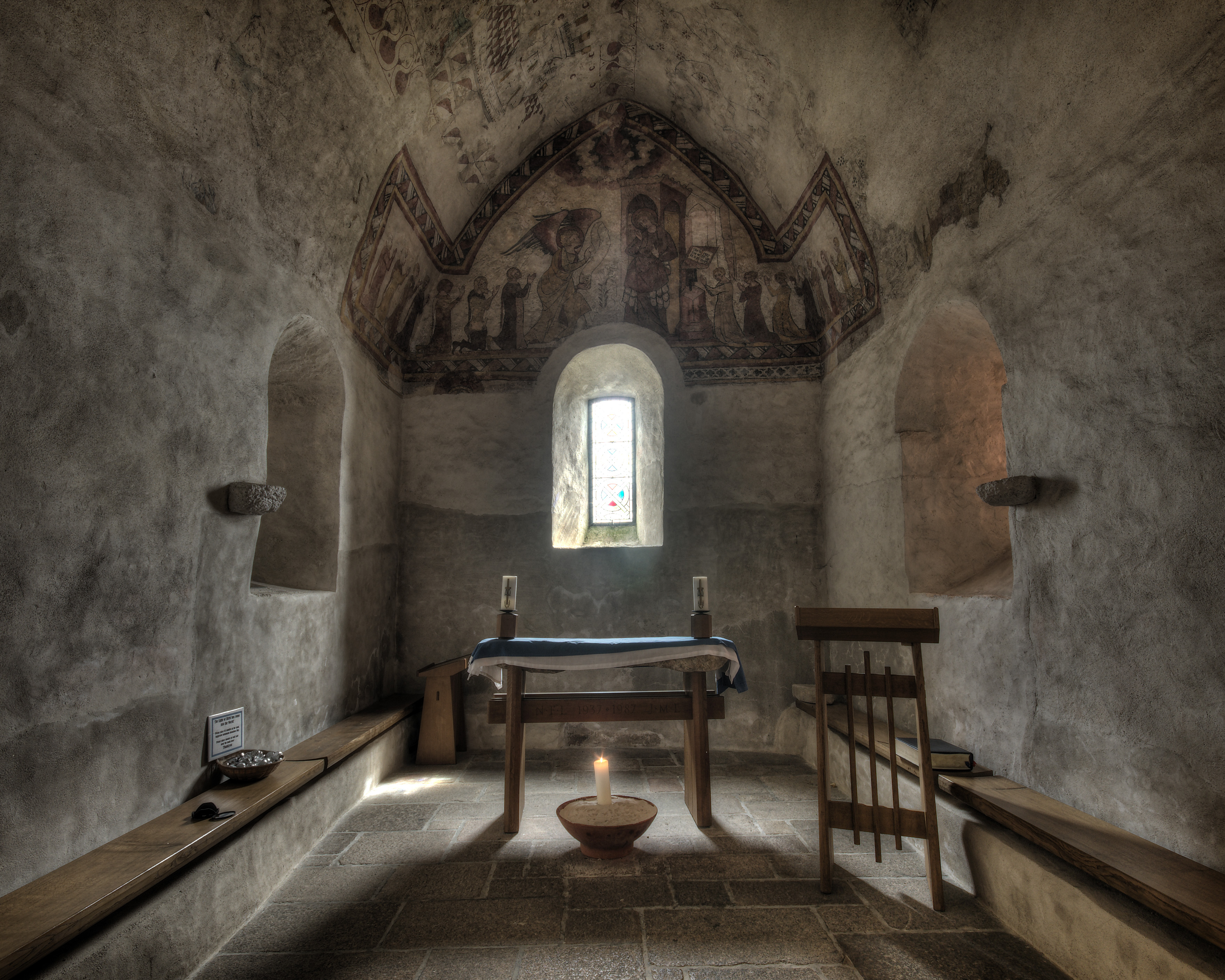
Intérieur de la chapelle des Pêcheurs.
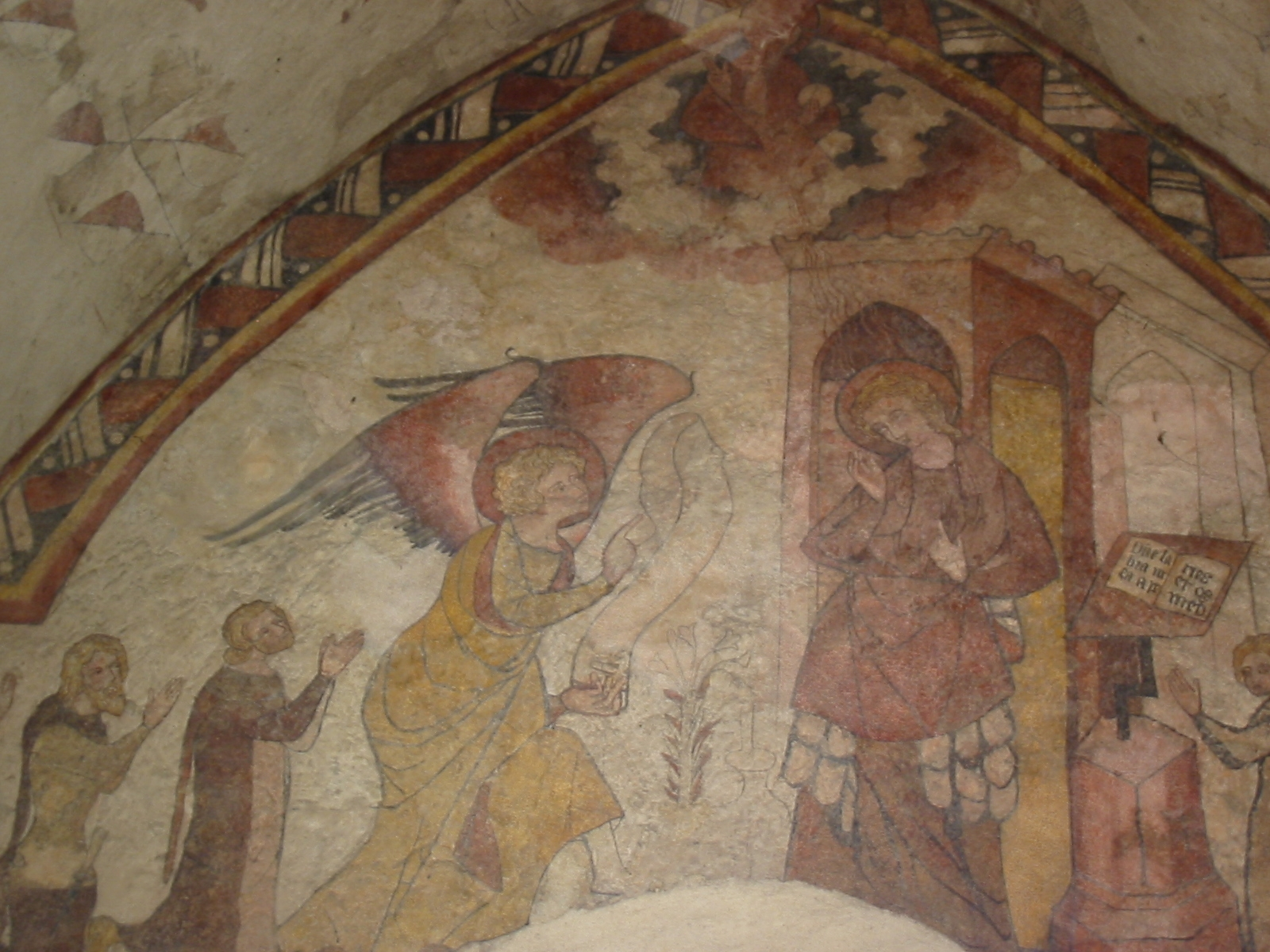
L'Annonciation.
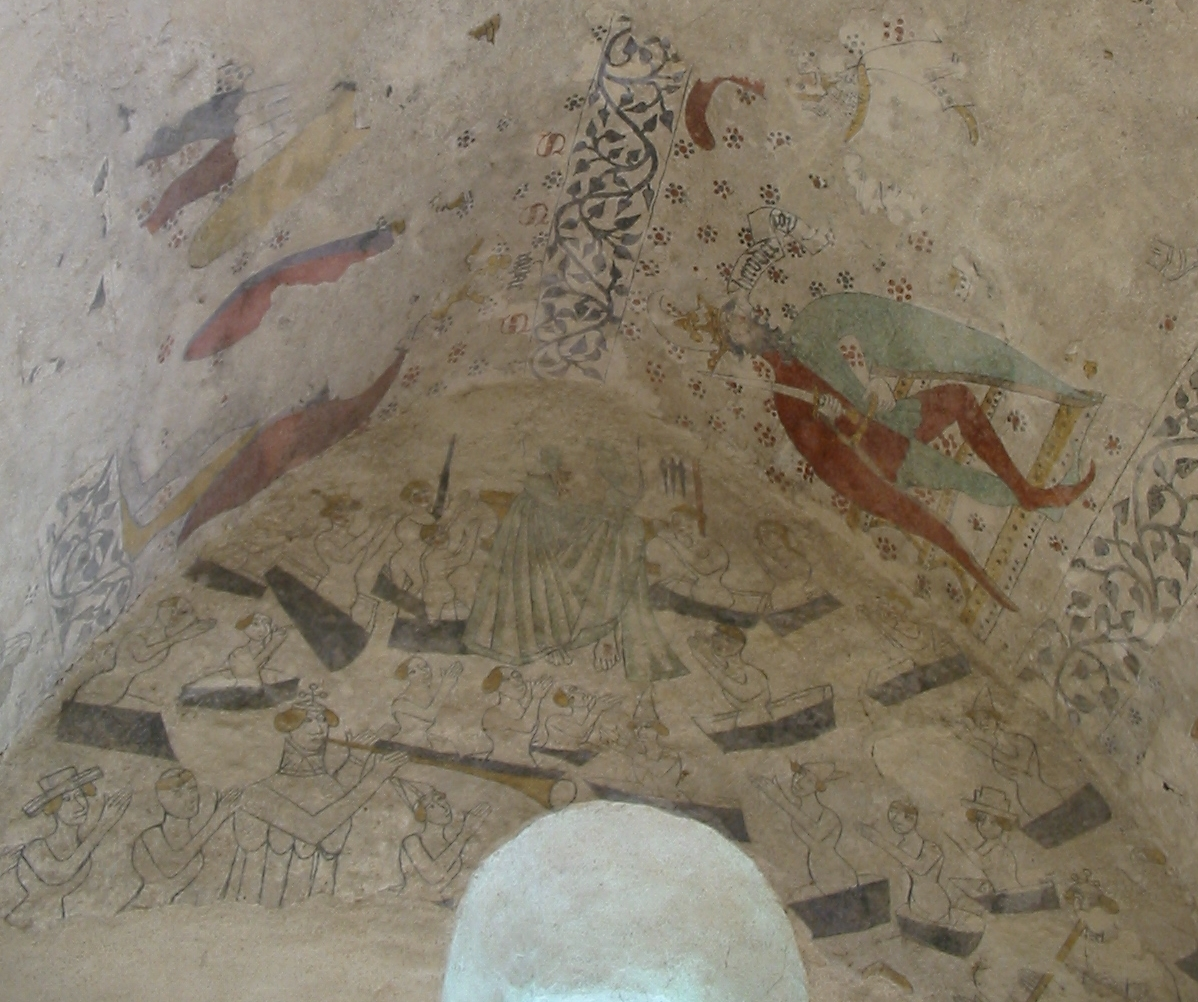
La Résurrection.